# Тарасенко, Михаил Васильевич
Михаи́л Васи́льевич Тарасе́нко (21 ноября 1947, Таганрог, Ростовская область — 22 июля 2025, Москва) — российский профсоюзный, государственный и политический деятель. Депутат Государственной Думы V, VI, VII и VIII созывов. Член фракции «Единая Россия», первый заместитель председателя комитета Госдумы по труду, социальной политике и делам ветеранов.
Из-за нарушений находился под персональными санкциями 27 стран ЕС, Великобритании, США, Канады, Швейцарии, Австралии, Японии, Украины, Новой Зеландии.

## Биография
В 1965 году получил средне-техническое образование, окончив Таганрогский металлургический техникум. В 1974 году получил высшее образование, окончив Всесоюзный заочный политехнический институт. В 1989 году окончил Академию общественных наук при Центральном Комитете КПСС. В 2007 году окончил аспирантуру по специальности «экономика и управление народным хозяйством» Академии труда и социальных отношений, кандидат экономических наук.
С 1966 по 1968 год служил в Советской армии. После демобилизации, с 1968 года работал на Таганрогском металлургическом заводе, прошёл путь от мастера до председателя профсоюзного комитета. С 1976 года — на профсоюзной работе. В 1982 году работал в Центральном совете Горно-металлургического профсоюза России в должности заведующего отделом охраны труда, позже был избран на должность секретаря Центрального совета Горно-металлургического профсоюза России. С 1996 по 2012 год был председателем Горно-металлургического профсоюза России.
В 2007 году баллотировался по спискам «Единой России» в Госдуму, по результатам распределения мандатов стал депутатом Государственной Думы V созыва.
В декабре 2011 года вновь выдвигался по спискам партии «Единая Россия», по итогам выборов избран депутатом Государственной Думы VI созыва.
В сентябре 2016 года выдвигался от «Единой России» по одномандатному избирательному округу № 115, по результатам подсчёта голосов избирателей избран депутатом Государственной Думы VII созыва.
Являлся членом исполкома Генерального совета Федерации независимых профсоюзов России.
Согласно декларациям о доходах и имуществе, Михаил Тарасенко заработал в 2018 году 5 266 189 рублей. Он владел садовым земельным участком, квартирой и жилым домом.
Умер 22 июля 2025 года в возрасте 77 лет после тяжёлой болезни. Похоронен в Москве на Троекуровском кладбище.

## Законотворческая деятельность
С 2007 по 2019 год, в течение исполнения полномочий депутата Государственной Думы V, VI и VII созывов, выступил соавтором 41 законодательной инициативы и поправки к проектам федеральных законов.
1 июня 2021 года явился одним из двух единороссов в Думе, проголосовавших за включение периода срочной службы в «стаж 42 года», дающий право на досрочную пенсию (из-за отказа его коллег по фракции от участия в голосовании по рассматривавшемуся законопроекту не набрался кворум и решение принято не было). 12 августа 2021 года за авторством нескольких сенаторов и депутатов, включая Тарасенко, был внесён аналогичный новый законопроект.

## Международные санкции
Из-за поддержки российской агрессии и нарушения территориальной целостности Украины во время российско-украинской войны находился под персональными международными санкциями разных стран.
23 февраля 2022 года был внесён в санкционные списки стран Евросоюза за действия и политику, которые подрывают территориальную целостность, суверенитет и независимость Украины и ещё больше дестабилизируют Украину.
24 февраля 2022 года был включён в санкционный список Канады «близких соратников режима» за голосование о признании независимости «так называемых республик в Донецке и Луганске».
24 марта 2022 года, на фоне вторжения России на Украину, был включён в санкционный список США за «соучастие в войне Путина» и «поддержку усилий Кремля по вторжению в Украину», Госдеп США заявил что депутаты Госдумы используют свои полномочия для преследования инакомыслящих и политических оппонентов, нарушают свободу информации, ограничивают права человека и основные свободы граждан России.
По аналогичным основаниям, с 11 марта 2022 года находился под санкциями Великобритании. С 25 февраля 2022 года находился под санкциями Швейцарии. С 26 февраля 2022 года находился под санкциями Австралии. С 12 апреля 2022 года находился под санкциями Японии. Указом президента Украины Владимира Зеленского от 7 сентября 2022 года находился под санкциями Украины. С 3 мая 2022 года находился под санкциями Новой Зеландии.

## Награды
- Медаль ордена «За заслуги перед Отечеством» II степени (2 марта 2018 года) — за активную законотворческую деятельность и многолетнюю добросовестную работу[28].
- Медаль Столыпина П. А. II степени (16 декабря 2019 года) — за заслуги в законотворческой деятельности, направленной на решение стратегических задач социально-экономического развития страны[29].
- Благодарность Президента Российской Федерации (10 июля 2017 года) — за заслуги в развитии бюджетного и налогового законодательства, многолетнюю добросовестную работу[30].
- Почётная грамота правительства Российской Федерации (19 декабря 2017 года) — за заслуги в законотворческой деятельности и многолетний добросовестный труд[31].
- Благодарность Правительства Российской Федерации (10 июля 2014 года) — за заслуги в законотворческой деятельности, направленной на решение стратегических задач социально-экономического развития страны[32].